# 2식 단좌전투기
2식 단좌 전투기(일본어: 二式単座戦闘機)는 제2차 세계 대전 당시에 일본 제국 육군이 운용한 전투기로 시제품 명칭은 Ki-44이다. 애칭은 쇼키(일본어: 鍾馗)이며 연합군의 코드 네임은 도조 히데키에서 이름을 딴 토조(Tojo)이다.
개발사는 나카지마 비행기이다. 원래는 일본 제국 육군의 요격기로 설계하였으나 전선에서는 전투기로 쓰였다.

## 제원
- 전장: 8.84m
- 전폭: 9.45m
- 전고: 3.12m
- 익면적: 15.00m2
- 엔진: 나카지마 Ha-109 공랭식 14기통 성형 엔진 (1,133kW, 1,520마력)
- 중량: 2,764kg
- 최대 속도: 605km/h (2식전 2형 기준)
- 무장: 12.7mm 기관총 4정 (양쪽 날개에 각각 1정씩)
- 항속거리 : 1,700km

## 개발 및 설계
나카지마는 1940년에 Ki-44를 일반적인 일본의 기준에서 벗어나 기동성보다는 속도와 상승 속도에 중점을 둔 순수 요격기로 개발하기 시작했다. 일본 육군 항공사령부는 4,000m (13,130ft)에서 최고 시속 600km (370mph)를 5분 안에 달성할 것을 요구했다. 기동성을 향상시키기 위해 Ki-43 하야부사와 같은 "나비" 전투 플랩이 장착되었다. 무장은 7.7mm (.303인치) 한 쌍과 12.7mm (.50인치) 기관총 한 쌍으로 구성되었다.
신형 요격기에 선택된 엔진은 나카지마의 Ha-41 (나카지마 Ha-5의 개발)로 원래 폭격기용이었다. 비록 Ha-41은 단면이 넓기 때문에 이상적인 선택은 아니었지만, 설계팀은 이 엔진을 단면이 좁은 훨씬 더 작은 동체와 결합시킬 수 있었다. 직경 1,260mm의 Ha-41은 직경 1,144mm의 나카지마 사카에 (미쓰비시 A6M "제로"와 나카지마 Ki-43 "하야부사"에 사용됨)보다 직경이 126mm 더 컸다. 그러나, 사카에는 배기량 27.8L와 1,000hp에 불과했던 반면, Ha-41은 37.5L로 1,260hp(이후 Ha-109 버전의 1,440)를 만들었다. 어쨌든, 사카에는 충분히 강력하지 않았기 때문에, 사용할 수 있는 유일한 대안은 직경이 Ha-41보다 약간 작고, 배기량이 5리터 작으며, 힘이 덜했다. 불행하게도, 이것은 이미 많은 다른 항공기에 대한 수요가 있었기 때문에, Ha-41은 최고의 발전로 선택되었다. 설계 목표를 달성하기 위해, 날개 면적이 상대적으로 작았고, 이는 Ki-44의 이전 모델인 Ki-43과 Ki-27처럼 낮은 날개 부하로 비행하는 데 더 익숙한 평균적인 일본인 조종사가 부담할 수 있는 높은 날개 부하와 비교적 높은 착륙 속도로 이어졌다.
올 메탈 구조의 Ki-44는 직물로 덮인 조종면을 제외하고는 금속 재질로 되어 있었다. 상대적으로 작은 날개들은 비행기에 높은 날개 하중과 결과적으로 높은 착륙 속도를 제공했고, 많은 조종사들이 싫어했다.
최초의 Ki-44 프로토타입은 1940년 8월에 비행했으며 초기 시험 비행은 일반적으로 고무적이었고 높은 날개 하중을 고려할 때 핸들링은 허용 가능한 것으로 간주되었다. 문제는 큰 방사형 엔진으로 인해 높은 착륙 속도와 택시를 타는 동안 전방 시야가 좋지 않은 것을 포함했다.
40대의 두 번째 사전 생산 배치가 주문되었으며, 4개의 12.7mm 기관총, 이전된 에어쿨러 및 메인 기어 도어가 포함되었다.

## 실전
나카지마 Ki-44는 한때 일본 제국 육군 항공대의 12개의 연대(집단/날개)를 배치했다: 9, 22, 23, 29, 47, 59, 64, 70, 85, 87, 104, 246 연대. 만주국 공군도 일부 Ki-44를 운용했다.
1941년 9월 15일, Ki-44 항공기와 2대의 시제품이 시험용으로 육군에 넘겨졌다. 이 기종은 1941년 12월 인도차이나 사이공에서 사카가와 토시오 소령이 지휘하는 제47연대 "가와세미 분타이" (제47비행대대) 실험 부대에 9대의 항공기가 접수되면서 운용을 시작했다.
1943년 Ki-44는 또한 수마트라의 팔렘방에 위치한 비행장에서 87연대와 함께 중요한 역할을 했다. 전쟁 초기에 Ki-44를 장착한 다른 부대들은 중국, 버마, 필리핀 그리고 한국에 주둔했다.
전쟁 후반에, 그 유형은 주로 일본의 큰 산업 도시들 주변의 본국 섬들에서 방공 역할을 수행했다. 47연대는 일본에서 방공 역할로 전환된 후, 47대대로 확장되었다.
Ki-44-II Otsu (Ki-44-IIb라고도 함)는 Ho-301 40 mm 기관포탄으로 무장할 수 있다. 이것은 비교적 높은 구경의 무기였지만, 그것은 근접 공격에서만 효과적인 낮은 총구 속도와 짧은 거리(150m)를 가진 무탄피 탄약을 사용했다. 이 항공기들 중 일부는 도쿄 나리마스 비행장에 있는 47연대의 일부인 적어도 4대의 항공기로 구성된 특별한 신텐 세이쿠 타이에 의해 USAAF 폭격기에 대항하여 사용되었다. 그러한 부대의 조종사들은 B-29를 격추하려고 시도했고, 일단 탄약이 소진되면, 그것들을 격추하기 위해 사실상 자살 공격을 했다. 그 개념은 간단해 보이지만, 높은 고도에서 B-29를 격추하는 것은 실제로 달성하기 어려웠다.
전쟁이 끝나갈 무렵, Ki-44는 유지 보수와 신뢰성 이외의 측면에서 매우 우수한 것으로 여겨졌던 나카지마 Ki-84 하야테로 대체되고 있었다.

## 같이 보기
- 4식 전투기
- 포케불프 Fw 190